# 이순호 (보디빌더)
이순호(이순호, 1990년대 출생)는 대한민국의 보디빌더이자 유튜버이다. 2018년 오토바이 사고로 인한 외상성 뇌손상으로 좌측 편마비 장애를 입었으며, 이후 재활을 통해 국내 최초로 비장애인 보디빌딩 대회에서 입상한 편마비 보디빌더로 주목받았다. 그는 ‘뇌터수노’라는 유튜브 채널을 운영하며 재활 과정과 운동 일상을 공유하고, 장애인의 건강과 멘탈 회복에 대한 메시지를 전달하고 있다.

## 생애
이순호는 대한민국 국적의 남성으로, 2018년 11월 3일 본인의 과실로 발생한 오토바이 사고로 인해 트럭 하부에 충돌하며 우측 뇌출혈을 일으켰고, 이로 인해 좌측 팔다리의 감각 및 운동 기능을 상실하였다. 의료기관에서 편마비 진단을 받았으며, 이후 약 2년간 좌측 기능 회복을 목표로 집중적인 재활 치료를 시도했으나, 손상된 뇌 부위의 비가역성으로 인해 호전되지 않았다.
기능이 유지된 우측 팔과 다리를 중심으로 운동 방향을 전환하였고, 재활병원 퇴원 이후 수영과 탁구를 포함한 장애인 스포츠를 탐색하였다. 장애인 탁구 첫 대회에서 고령 편마비 환자에게 패배한 경험이 있으며, 이후 비장애인과의 근력 경쟁이 가능한 종목을 모색하던 중 보디빌딩 훈련을 시작하게 되었다. 주치의로부터 기능이 유지된 신체 부위를 강화하라는 권고를 받았고, 개인 트레이너와 함께 체계적인 근력 운동을 병행하였다. 훈련 중 신체 균형 유지에 제약이 있었으나, 한쪽 근육 발달만으로도 대회 출전이 가능한 수준의 외형을 확보하였다.
2025년 4월 WNGP 고양 보디빌딩 대회에 –60kg급과 노비스급(전체 체급) 부문에 참가해 각각 3위를 기록하였다. 해당 대회는 비장애인 기준으로 운영되었으며, 편마비 환자의 입상 사례는 국내에서 최초로 기록되었다. 그는 거울 치료법이라는 뇌 신경 재활 방식을 병행하였는데, 이는 좌우 시각 정보를 통해 뇌를 자극하는 방법이며, 실제 운동은 우측으로만 진행되었다. 외형적으로 좌우 복근의 대칭이 관찰되었으며, 관련 의료진에 의해 임상 사례로 주목되었다.
이후 그는 ‘뇌터수노’라는 명칭으로 유튜브 채널을 개설하여 사고 이후의 경험, 운동 방법, 재활 경과 등을 중심으로 영상을 제작하였다. 채널명은 ‘뇌가 터진 순호’의 줄임말로 명명되었다. 해당 채널을 통해 유사 장애를 가진 이들에게 정보를 제공하고 있으며, 유튜브 외 활동으로는 본인이 과거 입원했던 참나무 요양병원에 근무자로 채용되어 재활병원 환자 출신 최초 근로자로 기록되었다. 한 손으로 가능한 업무와 트레이닝 지도를 병행하고 있다.
사고 이후 갑상선 부위 종양이 발견되었으며, 병원에서 약 3cm 크기의 종양으로 진단받고 갑상선암 절제 수술 및 방사성 요오드 치료를 받았다. 이 치료는 보디빌딩 대회 준비 시기와 중복되었고, 이후 외래 진료를 지속하며 유튜브 활동 및 병원 업무를 병행하고 있다.
그는 과거 나이키 매장에서 근무한 이력이 있으며, 이후 장애인이 된 자신이 보디빌딩 선수가 되어 나이키 브랜드의 모델이 되는 것을 하나의 목표로 언급하였다. 또한 보디빌딩 종목이 전국장애인체전 및 전국체전 정식 종목으로 편입되는 것을 목표로 대회 출전을 지속하고 있다.